# Конференція єпископату Польщі
Конференція Єпископату Польщі (пол. Konferencja Episkopatu Polski) — установа, що об'єднує єпископів католицької церкви в Польщі, має статус юридичної особи і базується у Варшаві.
Членами KEP є:
- Примас Польщі, що має першість чину серед польських єпископів
- Кардинали і архієпископи метрополій
- Єпископи — ординарії
- Єпископи від дієцезій
- Єпископи польської армії
- Єпископи Української греко-католицької церкви в Польщі
- Титулярні єпископи
- Коад'ютори та особи з Польщі призначені Святим Престолом